# Nagroda Dziennikarstwa Ekonomicznego
Nagroda Dziennikarstwa Ekonomicznego Press Club Polska – coroczna nagroda przyznawana dla najlepszych polskich dziennikarzy ekonomicznych za najbardziej wartościowe dla odbiorcy materiały publikowane w polskich mediach i w języku polskim, dotyczące finansów osobistych.
Nagroda została ustanowiona przez Press Club Polska w 2016 roku.

## Kapituła nagrody
Laureata wyłania kapituła nagrody, w skład której wchodzą doświadczeni redaktorzy oraz ekspert ekonomista: Edyta Krześniak, Dariusz Łukawski, dr hab. Edyta Rutkowska-Tomaszewska, Paulina Socha-Jakubowska, Wojciech Tumidalski i Jarosław Włodarczyk.

## Nagrodzeni
- 2025 – Karolina Wysota za cykl artykułów, dotyczących afery Cinkciarz.pl: Klienci znanej firmy skarżą się na problemy. W sieci wrze. Sprawa pod lupą KNF i UOKiK; Jak Cinkciarz poszedł do NBP po pieniądze i licencję bankową czy Mieli budować dom w Polsce. Stracili oszczędności życia. opublikowanych w Money.pl[2]
- 2024 – Marek Szymaniak za publikację Kup teraz, zapłać później. Odroczone płatności biją rekordy popularności, lecz ten zakupowy raj bywa bagnem, w Magazynie Spider’sWeb+[3]
- 2023 – Regina Skibińska za cykl publikacji WIBOR – mechanizm kontrowersyjny, dla banków korzystny w portalu Prawo.pl[4]
- 2022 – Marcin Iwuć, za stworzenie i prowadzenie bloga Finanse Bardzo Osobiste[5]
- 2021 – Maciej Rudke za cykl publikacji o problemie frankowym i próbach jego rozwiązania w “Rzeczpospolitej” i “Parkiecie”[6]
- 2020 – Bartłomiej Godusławski za cykl publikacji w „Dzienniku Gazecie Prawnej” o poszkodowanych tzw. aferą GetBack i o związanych z nią uchybieniach w działaniu instytucji państwowych[7]
- 2019 – Michał Szafrański, autor bloga „Jak oszczędzać pieniądze”, za materiały nt. lokat strukturyzowanych oraz kondycji Idea Banku i Getin Banku[8]
- 2018 – Adam Grzeszak za publikacje w tygodniku „Polityka”: „Wilki z kotłowni”, „Mikołaj dobra rada”, „Rachunek za łzy”[9]
- 2017 – Leszek Baj, Vadim Makarenko i Piotr Skwirowski za cykl publikacji w „Gazecie Wyborczej” o efektach międzynarodowego śledztwa dziennikarskiego dotyczącego tzw. „Panama Papers” – jednej z największych afer podatkowych w historii[10]
- 2016 – Maciej Samcik z „Gazety Wyborczej” za publikacje o bankach, giełdzie, funduszach inwestycyjnych i finansach osobistych oraz za publikację poradników o oszczędzaniu